# Лил Сьюзи
Лил Сью́зи (англ. Lil Suzy), настоящее имя — Сюза́нна Кэ́сейл (англ. Suzanne Casale; 1 марта 1979, Бруклин, Нью-Йорк, США) — американская певица.

## Биография
Сюзанна Кэсейл родилась 1 марта 1979 года в Бруклине (штат Нью-Йорк, США).
Сюзанна начала свою музыкальную карьеру в 1987 году под псевдонимом Лил Сьюзи. Её наиболее хитовые песни:
- Randy (1987)
- Falling in Love
- Turn the Beat Around
- Promise Me (1994, #62)
- Now and Forever
- When I Fall in Love
- Just Can't Get over You
- Can't Get You out of My Mind (1997, #79)
- Memories (1998)
- I Still Love You (1998, #94)
- You're the Only One
- Take me in your arms
- Dance Tonight (2009) (Digital Release).

Лил Сьюзи замужем за Марком Мелоуном. У супругов есть дочь — Анджелика Джульет Мелоун (род.28.10.2007).